# Annette Edmondson
Annette Edmondson (Bedford Park, 12 dicembre 1991) è un'ex pistard e ciclista su strada australiana. Su pista ha vinto la medaglia di bronzo nell'omnium ai Giochi olimpici 2012 e tre titoli mondiali, uno nell'omnium e due nell'inseguimento a squadre.
È sorella di Alexander Edmondson, ciclista anch'egli più volte campione del mondo su pista.

## Carriera
Dopo aver praticato numerosi altri sport durante l'infanzia, all'età di tredici anni viene notata dal South Australian Sports Institute e comincia a gareggiare nel ciclismo. Attiva fin da subito su pista, nella categoria Juniores si aggiudica sei titoli nazionali di specialità, tre nel 2008 e tre nel 2009, e partecipa alle edizioni 2008 e 2009 dei campionati del mondo Juniores su pista. Nel 2010 abbandona temporaneamente l'attività, rientrando comunque presto alle corse e vincendo, nel 2011, i primi titoli nazionali nella categoria Elite.
Nel 2012 prende parte per la prima volta ai campionati del mondo su pista Elite, a Melbourne, aggiudicandosi due argenti, nell'inseguimento a squadre e nell'omnium. In estate partecipa anche ai Giochi olimpici di Londra, vincendo la medaglia di bronzo nella gara dell'omnium (la precedono solo Laura Trott e Sarah Hammer) e classificandosi quarta nell'inseguimento a squadre in terzetto con Melissa Hoskins e Josephine Tomic. Nel 2013 passa tra le file del team Orica-AIS, e ha così modo di gareggiare su strada: in stagione riesce a vincere una tappa e la classifica finale del Tour of Chongming Island e una frazione al Giro del Belgio, e il bronzo nella cronometro a squadre ai campionati del mondo in Toscana. Su pista si impone invece in quattro gare ai campionati nazionali e in due ai campionati oceaniani; ai campionati del mondo di Minsk conferma inoltre l'argento iridato nell'inseguimento a squadre, facendo suoi anche il bronzo nell'omnium e nell'inseguimento individuale.
Nel 2014 è di nuovo in evidenza ai campionati del mondo su pista di Cali, facendo sua la medaglia di bronzo sia nell'omnium che nell'inseguimento a squadre. Durante l'anno vince altri quattro titoli australiani e due oceaniani, e aggiunge al suo palmarès l'oro nello scratch e l'argento nell'inseguimento individuale (battuta in finale da Joanna Rowsell) ai Giochi del Commonwealth a Glasgow. Su strada non ottiene successi individuali, chiude invece seconda, con la sua Orica-AIS, nella cronometro a squadre dei campionati del mondo di Ponferrada.
Nel 2015 si trasferisce tra le file della formazione britannica Wiggle-Honda, ma su strada non va oltre alcuni piazzamenti alla Route de France e al BeNe Tour. È su pista che ottiene invece i migliori risultati: ai campionati del mondo di Saint-Quentin-en-Yvelines in febbraio vince infatti due titoli iridati, i primi per lei dopo tre secondi e quattro terzi posti, trionfando nell'omnium e nell'inseguimento a squadre; nella prova a squadre, in quartetto con Ashlee Ankudinoff, Amy Cure e Melissa Hoskins, fissa anche il nuovo record del mondo di specialità, 4'13"683.

## Palmarès

### Pista
- 2011[3]

Campionati australiani, Scratch
Campionati australiani, Omnium
- 2012[3]

Campionati australiani, Inseguimento individuale
Campionati australiani, Corsa a punti
Campionati oceaniani, Inseguimento a squadre (con Ashlee Ankudinoff e Isabella King)
Campionati oceaniani, Omnium
- 2013[3]

Campionati australiani, Inseguimento individuale
Campionati australiani, Scratch
Campionati australiani, Corsa a punti
Sei giorni delle Rose, Omnium
UCI Festival of Speed, Scratch
Campionati oceaniani 2014, Corsa a punti
Campionati oceaniani 2014, Omnium
Campionati australiani, Omnium
- 2014[3]

Campionati australiani, Scratch
Campionati australiani, Corsa a punti
Giochi del Commonwealth, Scratch
Melbourne Cup on Wheels
Campionati oceaniani 2015, Inseguimento individuale
Campionati oceaniani 2015, Omnium
Campionati australiani, Omnium
Campionati australiani, Americana (con Jessica Mundy)
- 2015[3]

Campionati del mondo, Inseguimento a squadre (con Ashlee Ankudinoff, Amy Cure e Melissa Hoskins)
Campionati del mondo, Omnium
South Australian Challenge, Omnium
Super Drome Trophy, Omnium
Campionati australiani, Americana (con Jessica Mundy)
- 2016[3]

Campionati australiani, Scratch
Campionati australiani, Corsa a punti
Campionati oceaniani 2017, Inseguimento a squadre (con Ashlee Ankudinoff, Amy Cure e Alexandra Manly)
Campionati oceaniani 2017, Americana (con Amy Cure)
- 2018

Campionati australiani #1, Inseguimento a squadre (con Breanna Hargrave, Alexandra Manly e Maeve Plouffe)
Giochi del Commonwealth, Inseguimento a squadre (con Ashlee Ankudinoff, Amy Cure e Alexandra Manly)
- 2019

5ª prova Coppa del mondo 2018-2019, Omnium (Cambridge)
Campionati del mondo, Inseguimento a squadre (con Ashlee Ankudinoff, Georgia Baker, Amy Cure e Alexandra Manly)
2ª prova Coppa del mondo 2019-2020, Americana (Glasgow, con Georgia Baker)
5ª prova Coppa del mondo 2019-2020, Inseguimento a squadre (Glasgow, con Ashlee Ankudinoff, Georgia Baker, Maeve Plouffe e Alexandra Manly)
5ª prova Coppa del mondo 2019-2020, Americana (Glasgow, con Georgia Baker)

### Strada
- 2013 (Orica-AIS, tre vittorie)

3ª tappa Tour of Chongming Island (Chongming > Chongming)
Classifica generale Tour of Chongming Island
4ª tappa Lotto Belisol Belgium Tour (Geraardsbergen > Geraardsbergen)
- 2016 (Wiggle-High5, una vittoria)

2ª tappa Santos Tour (Adelaide, cronometro)
- 2017 (Wiggle-High5, due vittorie)

Pajot Hills Classic
Prologo BeNe Tour (Flessinga, cronometro)
- 2018 (Wiggle-High5, una vittoria)

1ª tappa Santos Tour (Gumeracha > Gumeracha)

## Piazzamenti

### Competizioni mondiali
- Campionati del mondo su pista[3]

Melbourne 2012 - Inseguimento a squadre: 2ª
Melbourne 2012 - Omnium: 2ª
Minsk 2013 - Inseguimento individuale: 3ª
Minsk 2013 - Inseguimento a squadre: 2ª
Minsk 2013 - Omnium: 3ª
Cali 2014 - Inseguimento a squadre: 3ª
Cali 2014 - Omnium: 3ª
St-Quentin-en-Yv. 2015 - Inseg. a squadre: vincitrice
St-Quentin-en-Yv. 2015 - Omnium: vincitrice
Londra 2016 - Inseguimento a squadre: 5ª
Londra 2016 - Omnium: 5ª
Pruszków 2019 - Inseg. a squadre: vincitrice
Pruszków 2019 - Omnium: 5ª
Berlino 2020 - Inseguimento a squadre: 5ª
- Campionati del mondo su strada

Toscana 2013 - Cronosquadre: 3ª
Ponferrada 2014 - Cronosquadre: 2ª
Richmond 2015 - Cronosquadre: 4ª
Innsbruck 2018 - Cronosquadre: 4ª
- Giochi olimpici

Londra 2012 - Inseguimento a squadre: 4ª
Londra 2012 - Omnium: 3ª
Rio de Janeiro 2016 - Omnium: 8ª
Rio de Janeiro 2016 - Inseguimento a squadre: 5ª
Tokyo 2021 - Inseguimento a squadre: 5ª
Tokyo 2021 - Americana: 7ª
Tokyo 2021 - Omnium: 12ª